# Данилевська Марія Володимирівна
Марія Володимирівна Данилевська (Тімонова) (нар. 1895 — 1949, Москва) — радянська партійна і профспілкова діячка, відповідальний секретар Лубенського окружного комітету КП(б)У. Кандидат у члени ЦК КП(б)У в листопаді 1927 — січні 1932 р.

## Біографія
Робітниця Харківського паровозобудівного заводу. Член РСДРП(б) з 1914 року.
У 1918 році — на відповідальній роботі в Казанському міському комітеті РКП(б). Потім — у Червоній армії: працювала у агітаційному відділі Народного комісаріату військових справ Української СРР разом із чоловіком — Миколою Степановичем Данилевським. У 1919 році — начальник політичного відділу 42-ї стрілецької дивізії 13-ї армії РСЧА.
Потім — завідувач жіночого відділу Київського окружного комітету КП(б)У; завідувач жіночого відділу Харківського окружного комітету КП(б)У.
З квітня 1926 по 1929 рік — заступник завідувача Центрального відділу робітниць і селянок (жіночого відділу) ЦК КП(б)У.
У 1929—1930 роках — відповідальний секретар Лубенського окружного комітету КП(б)У.
З 1930 по 1934 рік — голова ЦК Спілки робітників громадського харчування СРСР. З травня 1932 року — кандидат у члени Президії ВЦРПС.
Похована у Москві на Новодівочому кладовищі.

## Нагороди
- орден Трудового Червоного Прапора (22.03.1933)
- медалі